# أي موراكامي
أي موراكامي (باليابانية: 村上藍) هي لاعب هوكي الحقل يابانية، ولدت في 18 مارس 1985.

## وصلات خارجية
- أي موراكامي على موقع أوليمبيديا (الإنجليزية)